# Coenraet Roepel

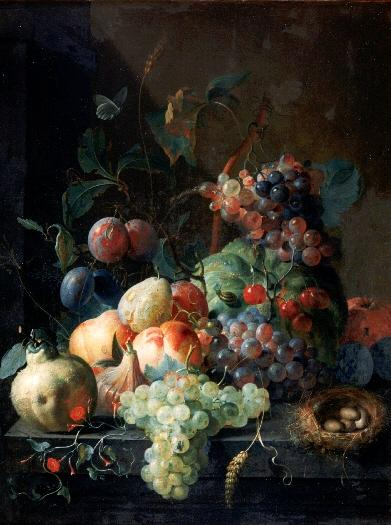
Bodegó amb fruites, oli sobre llenç, 57.50 x 43,80 cm, Museu Lázaro Galdiano (Madrid)

Coenraet Roepel (La Haia, 1678 –1748) va ser un pintor barroc dels Països Baixos especialitzat en la pintura de flors i natures mortes. Deixeble de Constantijn Netscher cap al 1695, l'any 1698 va ingressar a la Germanor dels pintors (Confreriekamer van Pictura) on completaria la seva formació i el 1711 en el gremi de Sant Lluc de la seva ciutat natal. L'any 1716 es va establir a Düsseldorf per un breu període. Segons el pintor i biògraf d'artistes Jan van Gool, hauria estat cridat per l'elector palatí de Neuburg Joan Guillem de Wittelsbach, que el va premiar amb una cadena d'or, però a la mort del seu protector, aquest mateix any, va retornar a l'Haia on va gaudir de prestigi com a pintor de flors, arribant a cobrar elevades sumes per elles.